# بلکینگه

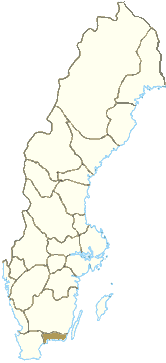
موقعیت بلکینگ در سوئد

بلکینگه (به سوئدی: Blekinge) یکی از استان‌های سوئد است که در جنوب این کشور قرار دارد و هم مرز با استان‌های اسکونه و اسمالند و همچنین دریای بالتیک است.
این استان از ۵ دهستان تشکیل شده است . در قرن یازده میلادی بخشی از خاک دانمارک بود و این حاکمیت تا ۶۰۰ سال ادامه پیدا کرد و در نهایت در سال ۱۶۵۸ به خاک سوئد اضافه شد. در دوران حکومت دانمارک کوچکتر از وضع فعلی بوده است.